# Léon Foucault
Jean Bernard Léon Foucault (IPA: [ʒɑ̃  bɛʁnaʁ leɔ̃  fuˈko]; Parigi, 18 settembre 1819 – Parigi, 11 febbraio 1868) è stato un fisico francese conosciuto per l'interpretazione del movimento di rotazione del piano di oscillazione di un pendolo, conosciuto come Pendolo di Foucault, e scoperto da Vincenzo Viviani. L'apparato sperimentale serve a dimostrare la rotazione della Terra.
Egli inoltre fece misure della velocità della luce in mezzi diversi, ed inventò il giroscopio, scoprì le correnti indotte (correnti di Foucault). Il cratere Foucault sulla luna è dedicato a lui.

## Biografia

### Primi anni
Figlio di un editore, Léon Foucault nacque a Parigi nel 1819. I suoi primi anni di studio furono dedicati alla medicina, ma il giovane si appassionò alla fisica. I suoi primi interessi furono per gli esperimenti di L.J.M. Daguerre sulla dagherrotipia, che possono considerarsi come gli "antenati" della moderna fotografia. Nei tre anni successivi assistette Alfred Donné nei suoi studi sull'anatomia microscopica.
Con l'amico A.H.L. Fizeau, fece una serie di esperienze confrontando l'intensità della luce del Sole con quella emessa dall'arco elettrico che scocca fra due elettrodi in carbone nella lampada ad arco (allora largamente utilizzato come fonte di luce elettrica) e a quella della fiamma ossidrica. Il suo interesse spaziò anche verso l'interferenza dei raggi infrarossi ed alla polarizzazione cromatica della luce.

### L'affermazione

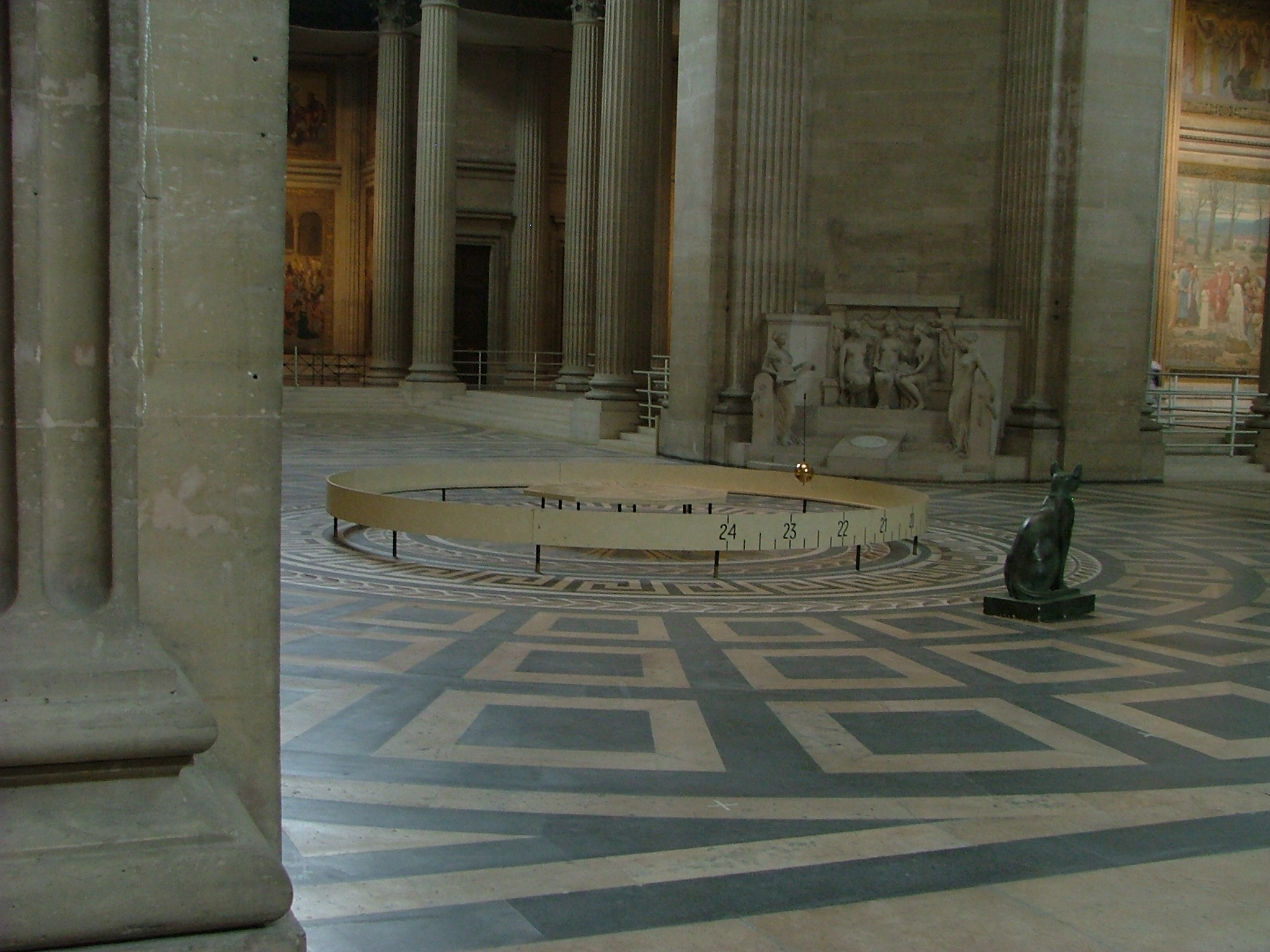
Il pendolo di Foucault al Pantheon di Parigi

Negli anni quaranta contribuì ai Comptes Rendus con un articolo in cui descriveva il funzionamento di un regolatore elettromagnetico per lampade ad arco elettrico, e, in collaborazione con il suo amico Jules Regnauld, redasse un articolo sulla visione binoculare.
Dal 1845 scrisse i verbali degli incontri settimanali dell'Académie des sciences per un influente giornale, il Journal des débats. La sua franchezza gli causò inimicizie che lo allontanarono da gran parte della comunità scientifica.
Nel 1850 riuscì a dimostrare, per mezzo di uno specchio girevole simile a quello utilizzato da Sir Charles Wheatstone, che la velocità di propagazione della luce nell'aria è maggiore che nell'acqua. Stabilì anche che la velocità della luce varia in maniera inversamente proporzionale all'indice di rifrazione del mezzo nel quale si propaga.
Nel 1851 egli riuscì a dare dimostrazione diretta della rotazione della Terra intorno al proprio asse con un esperimento tanto semplice quanto geniale. Egli sfruttò il principio di inerzia in maniera originale facendo oscillare un pendolo con una massa rilevante e di notevole lunghezza all'interno del Pantheon di Parigi. Per rispettare le leggi d'inerzia il piano di oscillazione deve rimanere inalterato ma a causa della rotazione terrestre i parigini videro il pendolo che lentamente cambiava direzione. Fu per questa dimostrazione e per l'invenzione del giroscopio che ne deriva che nel 1855 ricevette la medaglia Copley dalla "Royal Society" di Londra. Nello stesso anno divenne assistente in fisica dell'osservatorio imperiale di Parigi.
Nel settembre dello stesso anno scoprì che la forza necessaria alla rotazione di un disco di rame aumenta quando questo si trova all'interno dei poli di un magnete e nel frattempo il disco si scalda per quelle correnti indotte che adesso chiamiamo correnti di Foucault.
Foucault inventò nel 1857 il polarizzatore che porta il suo nome e l'anno seguente inventò un metodo per dare agli specchi dei telescopi riflettori la forma di sfera o di paraboloide di rivoluzione.
Con lo specchio di Wheatstone nel 1862 stabilì che la velocità della luce era di 298000 km/s; 10000 km/s di meno del valore comunemente accettato all'epoca e lontano solo lo 0,6 % dal valore attualmente ritenuto corretto.

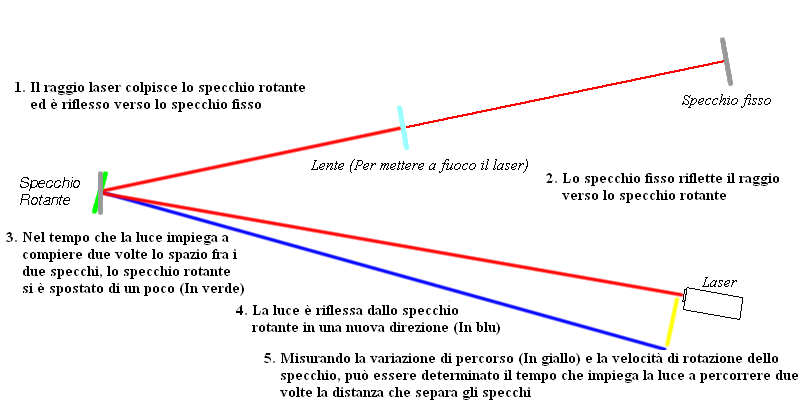
Schema di una variante dell'esperimento di Foucault per la determinazione della velocità della luce dove un laser è la fonte di luce.

### La maturità

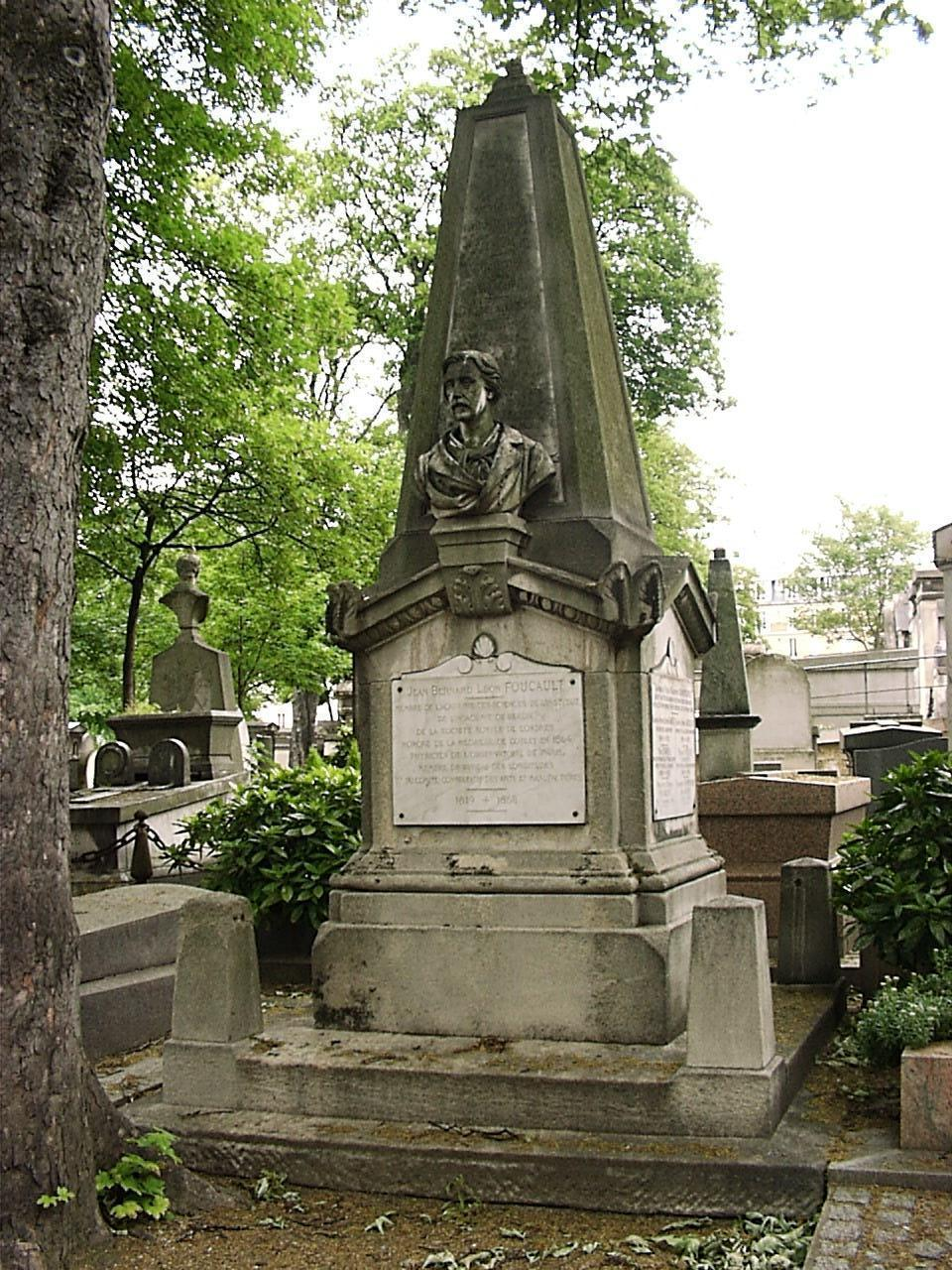
La tomba a Montmartre

Nel 1862 fu nominato membro del "Bureau des longitudes" e insignito della Legion d'onore. Nel 1864 divenne membro straniero della Royal Society e l'anno dopo entrò nella sezione di meccanica di questo istituto.
Nel 1865 pubblicò un articolo sul regolatore di velocità inventato da Watt in cui mostrava alcune migliorie per stabilizzarne la velocità ed un nuovo apparecchio per la regolazione della luce emessa da una lampada ad arco.
L'anno seguente fece esperimenti per la deposizione di un sottilissimo strato di argento sulla faccia esterna della lente da telescopio per permettere di osservare il sole senza pericolo per gli occhi. A partire dal 1845 fu redattore capo della sezione scientifica del Journal des débats. I suoi articoli più importanti si trovano nei Comptes Rendu (1847-1869).

### Morte
Nel 1866 lo scienziato fu colpito da quello che allora era un morbo misterioso, perdendo l'uso delle gambe e poi anche quello della parola: non è chiaro se si trattasse di sclerosi laterale amiotrofica - malattia all'epoca non conosciuta - o di una sclerosi multipla primariamente progressiva. Si fece posizionare lo specchio che aveva inventato e che inseguiva il moto degli astri, in modo da vedere la volta stellata anche se paralizzato nel letto. Morì nel febbraio 1868 a Parigi e fu sepolto nel cimitero di Montmartre.

## Opere

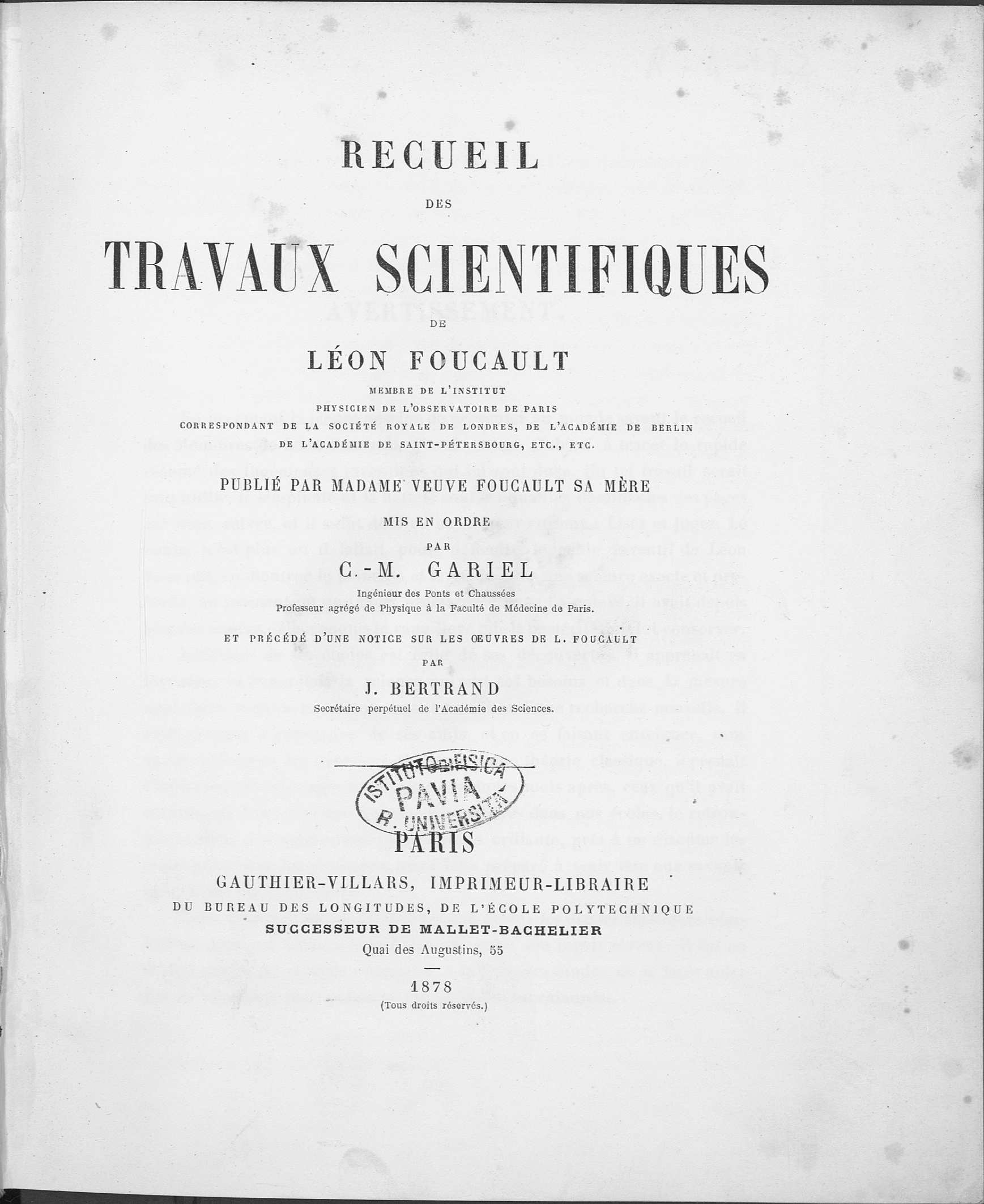
Recueil des travaux scientifiques de Léon Foucault, 1878

- (FR) Recueil des travaux scientifiques de Léon Foucault, vol. 1, Paris, Gauthier-Villars, 1878.
- (FR) Recueil des travaux scientifiques de Léon Foucault, vol. 2, Paris, Gauthier-Villars, 1878.